# Nosferatu (DJ)
Nosferatu oder früher auch DJ Nosferatu (* am 16. September 1973 in Den Haag) ist ein Pseudonym des niederländischen Hardcore Techno-Disc Jockeys (DJ) und -produzenten Erwin van Kan.

## Biografie
Van Kan begann seine Karriere in jungen Jahren. Ein markantes Merkmal war, dass er als Kind wild auf das Klavier einprügelte und seinen Kopf mit Absicht auf den Tisch schlug, was ihm eine Narbe über der Augenbraue einbrachte.
Um 1993 begann van Kan mit der ersten musikalischen Produktion. Dabei benutzte er einen Kassettenrekorder und einen selbstgebauten Plattenpräger, um seine eigenen Langspielplatten zu erstellen. Seine ersten Aufnahmen wurden per cut and paste gemischt. Nach einigen Jahren konnte er sein eigenes Studio bauen. Van Kan kaufte Ausrüstungsgegenstände, so auch einen Sampler und produzierte einige Tracks, die nie offiziell erschienen, sondern nur Freunden vorgespielt wurden.
Van Kan arbeitete später in einem Coffeeshop. In dieser Zeit produzierte er ein Demotape für einen Freund, der gute Verbindungen zu einem Plattenlabel hatte. Hier bekam er seiner ersten Chance, um seine Arbeit zu veröffentlichen. So wurde All That She Wants bei der Plattenfirma Bünkor Beats-Records veröffentlicht.
Zu dieser Zeit begann er, bei verschiedenen kleinen Events als DJ aufzutreten. Einige dieser Festivals waren sogenannte Underground-Veranstaltungen. Van Kan konzentrierte sich auf die größeren Events, unter anderem die Veranstaltung der Squat-Partei im Zentrum von Den Haag. Zu diesem Festival kamen auch andere DJs, wie der britische DJ Raw Virus, und viele andere. Van Kan trat dort unter seinem Pseudonym DJ Mystic auf und legte über sieben Stunden Nonstop auf.
Nach mehreren Jahren als DJ und dann als Produzent kaufte er sich ein neues Equipment, mit dem er neue Demobänder anfertigte. Auf einer Veranstaltung, auf der DJ Ruffneck auftrat, übergab ihm van Kan ein solches Demo, durch das ein Vertrag beim Plattenlabel Cardiac Music bv. zustande kam. Dabei wurden wesentliche Teile ausgehandelt, wie die späteren Veröffentlichungen Inspiration Vibes und Dangerous Battle.
Heute steht van Kan bei Enzyme Records unter Vertrag.

## Pseudonyme
- DJ Mystic
- Endorphin
- High Voltage
- Myztic
- Nosferatu

## Veröffentlichungen
| Releases                                     | Jahr | Label                | Bemerkungen                                                                |
| -------------------------------------------- | ---- | -------------------- | -------------------------------------------------------------------------- |
| No God To Us!                                | 1994 | Ruffneck Records     |                                                                            |
| Inspiration Vibes                            | 1997 | Ruffneck Records     |                                                                            |
| Enter The Darkness E.P.                      | 1998 | Gangsta Audiovisuals |                                                                            |
| Enemy Of The State                           | 2001 | Gangsta Audiovisuals | Album                                                                      |
| Fuck The Prejudice                           | 2001 | Gangsta Audiovisuals |                                                                            |
| The Origin Of Core                           | 2001 | Gangsta Audiovisuals | Album / Nosferatu Edition                                                  |
| Raythered                                    | 2002 | Enzyme K7            | Enzyme Vinyl                                                               |
| Datafile Area 51                             | 2002 | Enzyme Records       |                                                                            |
| Hardcore For Life Vol. 4                     | 2002 | D-Boy Black Label    | mit MC Rage                                                                |
| Psychiatric Ass                              | 2002 | Enzyme K7            | mit Ophidian / Enzyme Vinyl                                                |
| Stay Focussed!                               | 2002 | Enzyme Records       | vs. Endymion                                                               |
| The Prayer                                   | 2002 | Hard Traxx           |                                                                            |
| Deadly Force Is Authorized                   | 2004 | Enzyme Records       |                                                                            |
| Disease                                      | 2005 | Enzyme K7            | Enzyme Vinyl                                                               |
| Project Hardcore.NL The Anthem               | 2005 | Bionic Recordings    | mit Endymion vs. The Viper feat. Alee / MC Project Hardcore.NL 2005 Anthem |
| Never Met Equals                             | 2006 | Enzyme Records       |                                                                            |
| Enemy Of The State II - A Mind Less Ordinary | 2007 | Enzyme Records       | Album                                                                      |
| Act Of God (Thunderdome 08 Anthem)           | 2008 | Thunderdome Records  | mit Endymion / Thunderdome Anthem 2008                                     |
| From Cradle To Grave                         | 2008 | Rotterdam Records    | mit Evil Activities                                                        |
| Nocturnal By Nature                          | 2009 | Enzyme Records       |                                                                            |
| When Angels Cry                              | 2009 | Rotterdam Records    | Nightmare Indoor Anthem 2009                                               |